# Cá ngọc trai
Cá ngọc trai (danh pháp khoa học: Carapus acus) là loài cá trong họ Carapidae. Chiều dài cơ thể có thể đạt đến 20,8 cm. Loài này sống ở độ sâu 1 – 150 m. Thời gian sinh sản được ghi nhận là từ tháng 7 đến thánh 9. Cá sinh sống ở phía đông Đại Tây Dương bao gồm cả Địa Trung Hải. Có lẽ về phía nam, tới đảo Ascension.